# Stehende Frau (München SL 108)

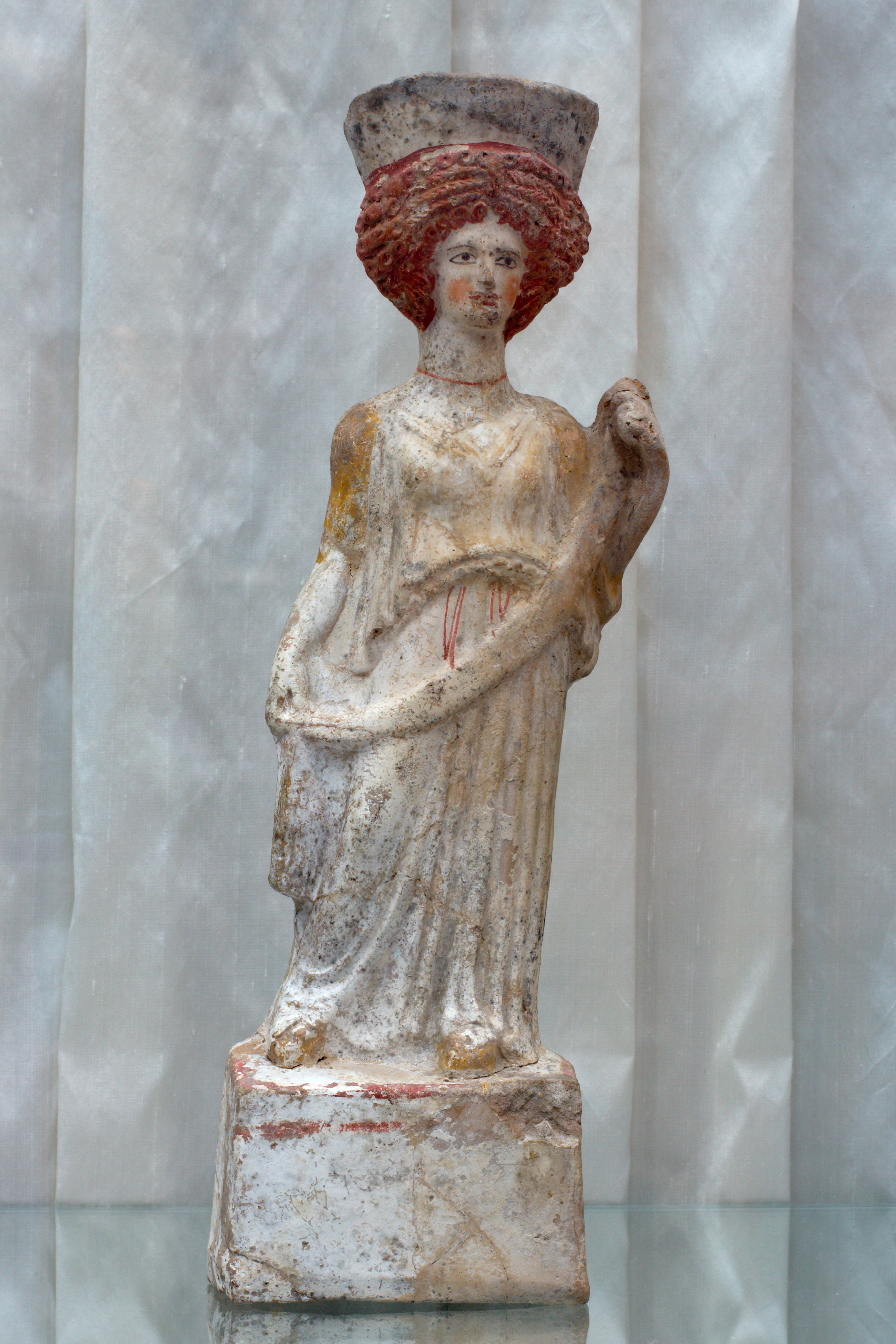
Stehende Frau mit Polos

Die Stehende Frau ist eine Statuette aus Terrakotta in den Staatlichen Antikensammlungen in München mit der Inventarnummer SL 180. Sie ist Teil der Sammlung James Loeb. Es handelt sich um einen häufigen böotischen Typus aus dem Übergang vom 5. zum 4. Jahrhundert v. Chr.  Dieses Münchner Exemplar wird um 380–360 v. Chr. datiert.
Die 32 cm hohe Statuette stellt eine stehende Frau auf einer hohen viereckigen Basis dar. Sie stützt das Gewicht auf den linken Fuß, während das rechte Spielbein zur Seite ruht. Mit beiden Händen hält sie vor dem Körper eine breite Binde, die unten in Fransen endet. Sie trägt  einen gegürteten Chiton, eine reiche Frisur und einen hohen breiten Polos.  Die Statuette ist reich bemalt: gelb an den Sandalen, rote Streifen am Gewand, rotes Arm- und Halsband, rote Haare, Wangen und Lippen, schwarze Augen.